# Melantek
Melantek, czernilec (Melanthium L.) – rodzaj wieloletnich, ziemnopączkowych roślin zielnych z rodziny melantkowatych, obejmujący 4 gatunki endemiczne dla środkowo-wschodnich Stanów Zjednoczonych.
Nazwa naukowa rodzaju pochodzi od greckich słów μέλανος (melanos – czarny) i ανθινός (anthinos – kwiatowy), odnosząc się do czerniejących po przekwitnięciu listków okwiatu niektórych gatunków tych roślin.

## Morfologia
PokrójRośliny zielne.
ŁodygaPędem podziemnym jest okryta łuskowatymi liśćmi cebulka z krótkimi kłączami. Pęd naziemny wzniesiony, ulistniony, pusty w środku.
LiścieLiście głównie odziomkowe, tworzące rurkowate, zamknięte pochwy. Blaszki liściowe równowąskie, odwrotnielancetowate, eliptyczne do jajowatych, u nasady rowkowane, stożkowate do ostrych.
KwiatyKwiaty sześciopręcikowe, szypułkowe, zebrane w złożone grono lub otwartą wiechę, dystalne obupłciowe, proksymalne męskie. Osie kwiatostanu pokryte kępkami miękkich włosków. Szypułki omszone. Przysadki równowąskie do szydłowatych. Okwiat pojedynczy, trwały, sześciolistkowy. Listki okwiatu zwężające się, całobrzegie lub faliste, ostre do tępych, z dwoma niepozornymi do wydatnych miodnikami, położonymi doosiowo u nasady listków. Pręciki u nasady zrośnięte z okwiatem, o silnie zakrzywionych do wewnątrz nitkach i jednokomorowych, sercowato-nerkowatych główkach. Zalążnia górna do częściowo dolnej, trzykomorowa. Szyjki słupków odchylone do zakrzywionych, z wiekiem kierujące się do wewnątrz, zakończone drobnymi znamionami.
OwoceGłęboko trójklapowe torebki. Nasiona żółte do brązowawych, płaskie, eliptyczne do lancetowatych.
GenetykaLiczba chromosomów homologicznych x = 8.

## Systematyka
Pozycja rodzaju według Angiosperm Phylogeny Website (aktualizowany system APG IV z 2016)
Rodzaj zaliczany jest do podrodziny Melanthieae w rodzinie melantkowatych (Melanthiaceae), należącej do rzędu liliowców (Liliales) zaliczanych do jednoliściennych (monocots). 
Grupa Verantrum/Melanthium
Analizy molekularne DNA roślin z podrodziny Melanthieae wykazały, że wyodrębniana w jej ramach grupa Veratrum/Melanthium jest w istocie monofiletyczna, a rośliny zaliczane do obu tych rodzajów powinny być połączone w jeden, monofiletyczny rodzaj ciemiężyca (Veratrum). W roku 2010 Zomlefer, Judd i Gandhi zaproponowali zachowanie nazwy Veratrum (nom. cons.) dla wszystkich roślin zaliczanych do grupy Veratrum/Melanthium i odrzucenie nazwy Melanthium (nom. rej.).
Gatunki
- Melanthium latifolium Desr.
- Melanthium parviflorum (Michx.) S.Watson
- Melanthium virginicum L.
- Melanthium woodii (J.W.Robbins ex Alph.Wood) Bodkin

## Zastosowania
Pędy podziemne Melanthium virginicum były stosowane w medycynie tradycyjnej Indian jako lek przeciwrobaczy.